# Walid Cherif
Walid Cherif, né le 9 mars 1978, est un boxeur tunisien.

## Carrière
Médaillé de bronze des moins de 48 kg aux Jeux méditerranéens de 2001 à Tunis, Walid Cherif est médaillé d'or dans la catégorie des moins de 51 kg aux Jeux africains de 2003 à Abuja. Il est battu au premier tour dans la catégorie des moins de 51 kg par le Géorgien Nikoloz Izoria lors des Jeux olympiques d'été de 2004 à Athènes.
Dans la même catégorie, Cherif est médaillé d'or aux championnats d'Afrique amateur 2005 à Casablanca et aux championnats d'Afrique amateur 2007 à Antananarivo, médaillé d'argent aux Jeux méditerranéens de 2005 à Almería et médaillé de bronze aux Jeux panarabes de 2007 à Doha. Il est battu en quarts de finale dans la catégorie des moins de 51 kg par l'Italien Vincenzo Picardi lors des Jeux olympiques d'été de 2008 à Pékin.